# La Correspondencia Militar
La Correspondencia Militar, també conegut com La Correspondencia, era un diari publicat a Madrid, fundat l'any 1877 pel comandant Emilio Prieto Villarreal. El seu ideari va ser bel·licista en tots els episodis bèl·lics de la guerra colonial de finals del segle xix, a més del seu conservadorisme polític i de la defensa dels interessos corporativistes de l'exèrcit. En aquest sentit destacaria la seva campanya en defensa de la Llei de Jurisdiccions l'any 1909. Cap a 1913 tenia un tiratge d'uns setze mil exemplars.
En la Primera Guerra Mundial es va decantar per una posició germanòfila i, a partir de 1917 es va convertir en el portaveu de les Juntes de Defensa. El seu anterior director, el comandant Julio Amado deixà pas Evaristo Romero al capdavant de la publicació, encara que Amado va seguir marcant l'ideari. En els anys vint el seu tiratge va descendir de forma considerable.
En 1928 es va fusionar amb una altra publicació militar, El Ejército Español, d'ideologia ultraconservadora, fundada en 1888. Va ser una de les poques publicacions de gènere militar que van sobreviure a la instauració de la Segona República. Cap a 1932, va passar a titular-se simplement La Correspondencia. El seu director en el període republicà va ser el tinent coronel Emilio Rodríguez Tarduchy.Des de les seves pàgines es va atacar la República, el que li va valer diverses suspensions. Va deixar de publicar-se en 1932.